# أرنوبيوس
أرنوبيوس، المعروف أيضاً بأرنوبيوس الأكبر، (ولد في شمال أفريقيا في منتصف القرن 3 ، توفي في القرن 4)، كان نوميديا/امازيغ نشأ في الشرك وُلد من أبوين وثنيين وتربى بفكر وثني، اشتهر بتعليم البيان في مدينة درس أرنوبيوس الخطاب واستقر في «سيكا فينيريا» مدينة الكاف حاليا في تونس، وكان مناضلًا ضد المسيحية. لكنه تحول إلى عشق الإيمان المسيحي ودفاعه عنه خلال الاضطهاد الذي تعرض له المسيحيون من قبل الإمبراطور ديوكلتيانوس. كتب أرنوبيوس كتاب أدفرسوس نيشن، والذي رفض فيه الشرك، وذكر أن الطريق الصحيح الوحيد هو الإيمان بالرب.
جاء في كتابات القديس جيروم أن الأسقف الذي قبل أرنوبيوس وعمده تشكك في أمر إيمانه عندما طلب الانضمام للكنيسة، فسأله كموعوظ أن يثبت صدق إيمانه، فكتب أرنوبيوس دفاعًا عن المسيحية في سبعة أجزاء هي "Adversus Nationes"، ترجمته الحرفية «ضد الأمميين»، وقد جاء في جوهره هجومًا ضد الوثنية أكثر منه دفاعًا عن المسيحية.نص الصفحة.

## وصلات خارجية
- أرنوبيوس على موقع الموسوعة البريطانية (الإنجليزية)

- (فيديو وثلئقي): عن أرنُبيوس